# Балка Глибока (притока озера Китай)
Балка Глибока — балка (річка) в Україні у Ізмаїльському районі Одеської області. Впадає у озеро Китай (басейн Дунаю).

## Опис
Довжина балки приблизно 4,55 км, найкоротша відстань між витоком і гирлом — 4,39 км, коефіцієнт звивистості річки — 1,04. Формується декількома струмками та загатами. На деяких ділянках балка пересихає.

## Розташування
Бере початок на північно-західній стороні від села Новоселівки. Тече переважно на південний захід і на північно-західній стороні від села Фурманівка впадає у озеро Китай.

## Цікаві факти
- Від витоку балки на північній стороні на відстані приблизно 1,32 км витоку пролягає автошлях М15[2] (автомобільний шлях міжнародного значення на території України, Одеса — Рені — кордон із Румунією.).